# Сборная Англии по футболу (до 17 лет)
Сборная Англии по футболу до 17 лет (англ. England national under-17 football team) — национальная футбольная команда, представляющая Англию в юношеских международных турнирах, за которую имеют право выступать игроки возрастом 17 лет и младше. Сборная контролируется Футбольной ассоциацией Англии. Главным тренером сборной с 2023 года является Грег Линкольн.

## Статистика выступлений начемпионатах мира
| Год   | Итог                             | И                                | В                                | Н                                | П                                | МЗ                               | МП                               |
| ----- | -------------------------------- | -------------------------------- | -------------------------------- | -------------------------------- | -------------------------------- | -------------------------------- | -------------------------------- |
| 1985  | Не участвовала                   | Не участвовала                   | Не участвовала                   | Не участвовала                   | Не участвовала                   | Не участвовала                   | Не участвовала                   |
| 1987  | Не участвовала                   | Не участвовала                   | Не участвовала                   | Не участвовала                   | Не участвовала                   | Не участвовала                   | Не участвовала                   |
| 1989  | Не участвовала                   | Не участвовала                   | Не участвовала                   | Не участвовала                   | Не участвовала                   | Не участвовала                   | Не участвовала                   |
| 1991  | Не участвовала                   | Не участвовала                   | Не участвовала                   | Не участвовала                   | Не участвовала                   | Не участвовала                   | Не участвовала                   |
| 1993  | Не участвовала                   | Не участвовала                   | Не участвовала                   | Не участвовала                   | Не участвовала                   | Не участвовала                   | Не участвовала                   |
| 1995  | Не участвовала                   | Не участвовала                   | Не участвовала                   | Не участвовала                   | Не участвовала                   | Не участвовала                   | Не участвовала                   |
| 1997  | Не участвовала                   | Не участвовала                   | Не участвовала                   | Не участвовала                   | Не участвовала                   | Не участвовала                   | Не участвовала                   |
| 2001  | Не участвовала                   | Не участвовала                   | Не участвовала                   | Не участвовала                   | Не участвовала                   | Не участвовала                   | Не участвовала                   |
| 1999  | Не участвовала                   | Не участвовала                   | Не участвовала                   | Не участвовала                   | Не участвовала                   | Не участвовала                   | Не участвовала                   |
| 2003  | Не участвовала                   | Не участвовала                   | Не участвовала                   | Не участвовала                   | Не участвовала                   | Не участвовала                   | Не участвовала                   |
| 2005  | Не участвовала                   | Не участвовала                   | Не участвовала                   | Не участвовала                   | Не участвовала                   | Не участвовала                   | Не участвовала                   |
| 2007  | Четвертьфинал                    | 5                                | 3                                | 1                                | 1                                | 12                               | 7                                |
| 2009  | Не участвовала                   | Не участвовала                   | Не участвовала                   | Не участвовала                   | Не участвовала                   | Не участвовала                   | Не участвовала                   |
| 2011  | Четвертьфинал                    | 5                                | 2                                | 2                                | 1                                | 9                                | 6                                |
| 2013  | Не участвовала                   | Не участвовала                   | Не участвовала                   | Не участвовала                   | Не участвовала                   | Не участвовала                   | Не участвовала                   |
| 2015  | Групповой этап                   | 3                                | 0                                | 2                                | 1                                | 1                                | 2                                |
| 2017  | Чемпион                          | 7                                | 6                                | 1                                | 0                                | 23                               | 6                                |
| 2019  | Не участвовала                   | Не участвовала                   | Не участвовала                   | Не участвовала                   | Не участвовала                   | Не участвовала                   | Не участвовала                   |
| 2021  | Не проводился в связи с COVID-19 | Не проводился в связи с COVID-19 | Не проводился в связи с COVID-19 | Не проводился в связи с COVID-19 | Не проводился в связи с COVID-19 | Не проводился в связи с COVID-19 | Не проводился в связи с COVID-19 |
| 2023  | 1/8 финала                       | 4                                | 2                                | 0                                | 2                                | 14                               | 15                               |
| Всего | 5/19                             | 24                               | 13                               | 6                                | 5                                | 59                               | 29                               |

| Год  | Лучший игрок турнира |
| 2017 | Фил Фоден            |
| ---- | -------------------- |

## Статистика выступлений на чемпионатах Европы (с 2002 года)
| Год   | Итог                              | И                                 | В                                 | Н                                 | П                                 | МЗ                                | МП                                |
| ----- | --------------------------------- | --------------------------------- | --------------------------------- | --------------------------------- | --------------------------------- | --------------------------------- | --------------------------------- |
| 2002  | 3-е место                         | 6                                 | 4                                 | 1                                 | 1                                 | 10                                | 6                                 |
| 2003  | 4-е место                         | 5                                 | 1                                 | 3                                 | 1                                 | 6                                 | 6                                 |
| 2004  | 4-е место                         | 5                                 | 3                                 | 1                                 | 1                                 | 11                                | 7                                 |
| 2005  | Групповой этап                    | 3                                 | 1                                 | 0                                 | 2                                 | 6                                 | 3                                 |
| 2006  | Элитный раунд                     | Элитный раунд                     | Элитный раунд                     | Элитный раунд                     | Элитный раунд                     | Элитный раунд                     | Элитный раунд                     |
| 2007  | Финалист                          | 5                                 | 3                                 | 1                                 | 1                                 | 8                                 | 4                                 |
| 2008  | Элитный раунд                     | Элитный раунд                     | Элитный раунд                     | Элитный раунд                     | Элитный раунд                     | Элитный раунд                     | Элитный раунд                     |
| 2009  | Групповой этап                    | 3                                 | 0                                 | 1                                 | 2                                 | 1                                 | 6                                 |
| 2010  | Чемпион                           | 5                                 | 5                                 | 0                                 | 0                                 | 10                                | 4                                 |
| 2011  | Полуфинал                         | 4                                 | 1                                 | 1                                 | 2                                 | 5                                 | 5                                 |
| 2012  | Элитный раунд                     | Элитный раунд                     | Элитный раунд                     | Элитный раунд                     | Элитный раунд                     | Элитный раунд                     | Элитный раунд                     |
| 2013  | Элитный раунд                     | Элитный раунд                     | Элитный раунд                     | Элитный раунд                     | Элитный раунд                     | Элитный раунд                     | Элитный раунд                     |
| 2014  | Чемпион                           | 5                                 | 4                                 | 0                                 | 1                                 | 10                                | 4                                 |
| 2015  | Четвертьфинал                     | 4                                 | 2                                 | 1                                 | 1                                 | 3                                 | 2                                 |
| 2016  | Четвертьфинал                     | 4                                 | 2                                 | 0                                 | 2                                 | 6                                 | 4                                 |
| 2017  | Финалист                          | 6                                 | 5                                 | 0                                 | 1                                 | 15                                | 4                                 |
| 2018  | Полуфинал                         | 5                                 | 3                                 | 0                                 | 2                                 | 6                                 | 3                                 |
| 2019  | Групповой этап                    | 3                                 | 1                                 | 1                                 | 1                                 | 6                                 | 7                                 |
| 2020  | Не проводились в связи с COVID-19 | Не проводились в связи с COVID-19 | Не проводились в связи с COVID-19 | Не проводились в связи с COVID-19 | Не проводились в связи с COVID-19 | Не проводились в связи с COVID-19 | Не проводились в связи с COVID-19 |
| 2021  | Не проводились в связи с COVID-19 | Не проводились в связи с COVID-19 | Не проводились в связи с COVID-19 | Не проводились в связи с COVID-19 | Не проводились в связи с COVID-19 | Не проводились в связи с COVID-19 | Не проводились в связи с COVID-19 |
| 2022  | Элитный раунд                     | Элитный раунд                     | Элитный раунд                     | Элитный раунд                     | Элитный раунд                     | Элитный раунд                     | Элитный раунд                     |
| 2023  | Четвертьфинал                     | 4                                 | 2                                 | 1                                 | 1                                 | 5                                 | 2                                 |
| 2024  | Четвертьфинал                     | 4                                 | 2                                 | 0                                 | 2                                 | 9                                 | 6                                 |
| 2025  | будет известнее позднее           | будет известнее позднее           | будет известнее позднее           | будет известнее позднее           | будет известнее позднее           | будет известнее позднее           | будет известнее позднее           |
| 2026  | будет известнее позднее           | будет известнее позднее           | будет известнее позднее           | будет известнее позднее           | будет известнее позднее           | будет известнее позднее           | будет известнее позднее           |
| 2027  | будет известнее позднее           | будет известнее позднее           | будет известнее позднее           | будет известнее позднее           | будет известнее позднее           | будет известнее позднее           | будет известнее позднее           |
| Всего | 16/21                             | 71                                | 39                                | 11                                | 21                                | 116                               | 73                                |

| Год  | Лучший игрок турнира |
| 2002 | Уэйн Руни            |
| 2010 | Коннор Уикем         |
| 2017 | Джейдон Санчо        |
| ---- | -------------------- |

## Достижения
- Победители чемпионата мира (до 17 лет): 2017
- Победители чемпионата Европы (до 17 лет) (2): 2010, 2014
- Победители Кубка Сиренки (2): 2018[1], 2019[2]
- Победители турнира Алгарве (2): 2007/08, 2009/10
- Победители турнира Нордик (2): 2009/10, 2010/11
- Победители международного турнира Футбольной ассоциации (2): 2010/11, 2011/12